# Richie Laryea
Richmond Laryea (Toronto, Ontario, Canadá, 7 de enero de 1995), conocido como Richie Laryea, es un futbolista canadiense que juega de centrocampista o defensa en el Toronto F. C. de la Major League Soccer. Es internacional absoluto con la selección de Canadá desde 2019.

## Trayectoria

### Inicios
Antes de iniciar su etapa en la Universidad, Laryea formó parte de las inferiores del Sigma FC. Jugó al soccer universitario para los Akron Zips de la Universidad de Akron entre 2014 y 2015. En 2015 jugó en la League1 Ontario con el Sigma FC.

### Orlando City
Fue seleccionado por el Orlando City en el séptimo puesto del SuperDraft de la MLS 2016. En marzo de 2016 fue enviado al Orlando City B.
Debutó en la MLS el 25 de junio de 2017, como sustituto de Kaká en la derrota por 4-0 ante el Chicago Fire.
El 27 de noviembre de 2018 el club anunció la no renovación del jugador.

### Toronto FC
El 21 de marzo de 2019 fichó por el Toronto FC. Anotó su primer gol en Toronto el 26 de mayo de 2019, en la derrota por 1-2 de local contra el San Jose Earthquakes.

## Selección nacional
Internacional a nivel juvenil por Canadá, debutó con la selección de Canadá el 7 de agosto de 2019 contra Cuba en la Liga de Naciones de la Concacaf 2019-20.

### Participaciones en Copas América
| Torneo            | Sede           | Resultado     | Partidos | Goles |
| ----------------- | -------------- | ------------- | -------- | ----- |
| Copa América 2024 | Estados Unidos | Cuarto puesto | 6        | 0     |

## Estadísticas
Actualizado al último partido disputado el 1 de junio de 2025.
| Club                               | Div.          | Temporada     | Liga  | Liga  | Copas nacionales | Copas nacionales | Copas internacionales | Copas internacionales | Total | Total |
| Club                               | Div.          | Temporada     | Part. | Goles | Part.            | Goles            | Part.                 | Goles                 | Part. | Goles |
| ---------------------------------- | ------------- | ------------- | ----- | ----- | ---------------- | ---------------- | --------------------- | --------------------- | ----- | ----- |
| Orlando City B Estados Unidos      | 3.ª           | 2016          | 23    | 0     | ―                | ―                | ―                     | ―                     | 23    | 0     |
| Orlando City B Estados Unidos      | 2.ª           | 2017          | 12    | 3     | ―                | ―                | ―                     | ―                     | 12    | 3     |
| Orlando City B Estados Unidos      | Total club    | Total club    | 35    | 3     | 0                | 0                | 0                     | 0                     | 35    | 3     |
| Orlando City S. C. Estados Unidos  | 1.ª           | 2017          | 12    | 0     | 0                | 0                | ―                     | ―                     | 12    | 0     |
| Orlando City S. C. Estados Unidos  | 1.ª           | 2018          | 9     | 0     | 0                | 0                | ―                     | ―                     | 9     | 0     |
| Orlando City S. C. Estados Unidos  | Total club    | Total club    | 21    | 0     | 0                | 0                | 0                     | 0                     | 21    | 0     |
| Toronto F. C. · Canadá             | 1.ª           | 2019          | 24    | 2     | 4                | 0                | 0                     | 0                     | 28    | 2     |
| Toronto F. C. · Canadá             | 1.ª           | 2020          | 22    | 4     | 0                | 0                | ―                     | ―                     | 22    | 4     |
| Toronto F. C. · Canadá             | 1.ª           | 2021          | 27    | 3     | 3                | 0                | 3                     | 0                     | 33    | 3     |
| Nottingham Forest F. C. Inglaterra | 2.ª           | 2021-22       | 5     | 0     | 0                | 0                | ―                     | ―                     | 5     | 0     |
| Nottingham Forest F. C. Inglaterra | Total club    | Total club    | 5     | 0     | 0                | 0                | 0                     | 0                     | 5     | 0     |
| Toronto F. C. · Canadá             | 1.ª           | 2022          | 10    | 0     | ―                | ―                | ―                     | ―                     | 10    | 0     |
| Toronto F. C. · Canadá             | 1.ª           | 2023          | 18    | 2     | 1                | 0                | 0                     | 0                     | 19    | 2     |
| Vancouver Whitecaps F. C. · Canadá | 1.ª           | 2023          | 14    | 1     | ―                | ―                | 0                     | 0                     | 14    | 1     |
| Vancouver Whitecaps F. C. · Canadá | Total club    | Total club    | 14    | 1     | 0                | 0                | 0                     | 0                     | 14    | 1     |
| Toronto F. C. · Canadá             | 1.ª           | 2024          | 12    | 1     | 2                | 0                | 3                     | 0                     | 17    | 1     |
| Toronto F. C. · Canadá             | 1.ª           | 2025          | 3     | 0     | 0                | 0                | ―                     | ―                     | 3     | 0     |
| Toronto F. C. · Canadá             | Total club    | Total club    | 116   | 12    | 10               | 0                | 6                     | 0                     | 132   | 13    |
| Total carrera                      | Total carrera | Total carrera | 191   | 16    | 10               | 0                | 6                     | 0                     | 207   | 16    |
| 1. 2. 3.                           |               |               |       |       |                  |                  |                       |                       |       |       |

## Vida personal
Laryea es descendiente de ghaneses y de migrantes alemanes de Pensilvania. Su hermano menor Reggie también jugó fútbol en Akron.